# بورگمن (ویرجینیای غربی)
بورگمن (به انگلیسی: Borgman) یک منطقهٔ مسکونی در ایالات متحده آمریکا است که در شهرستان پرستون، ویرجینیای غربی واقع شده‌است. بورگمن ۶۹۴٫۹۵ متر بالاتر از سطح دریا واقع شده‌است.